# 생체의약품
생체의약품(生體醫藥品, 영어: biopharmaceutical), 바이오 의약품 또는 생물의약품(生物醫藥品, 영어: biologic medical product, biologic)은 생물학적 원료로부터 제조, 추출 또는 반합성된 의약품이다. 전합성된 의약품과는 달리, 생체의약품은 백신, 혈액, 혈액 성분, 알레르겐, 체세포, 유전자 치료, 조직, 재조합 치료 단백질, 세포 치료에 사용되는 살아있는 세포 등을 포함한다. 생체의약품은 탄수화물, 단백질 또는 핵산 또는 이들 물질들의 복잡한 조합으로 구성될 수 있으며, 살아있는 세포나 조직일 수 있다. 생체의약품(또는 생체의약품의 전구물질 또는 구성 성분)은 사람, 동물, 식물, 균류 또는 미생물과 같은 생물로부터 격리되어 있다.

## 같이 보기
- 유전공학
- 나노의학